# Vărvăreuca
Vărvăreuca è un comune della Moldavia situato nel distretto di Florești di 3.072 abitanti al censimento del 2004

## Località
Il comune è formato dall'insieme delle seguenti località (popolazione 2004):
- Vărvăreuca (3.036 abitanti)
- Stîrceni (36 abitanti)